# Ришки замак
Ришки замак подигнут је у Риги 1330. као резиденција старешине Ливонског одреда. Првобитна зграда је срушена 1448. и у наредним деценијама реконструисана је неколико пута. На крају губи свој средњовековни изглед. Главна кула постављена је у раном 16. веку док је такозвана кула три звезде саграђена тек 1938. године. Између 1785. и 1787. надограђен је троспратни део за потребе провинцијских институција у граду. Бела Сала је направљена 1818. Архитекта Ејженс Лојбе редизајнирао је ентеријер 1938. тако да може бити коришћен за церемонијалне потребе владе. Црвена Сала је један од резултата његовог рада. Данас канцеларија председника Летоније се налази у замку али он не тамо не живи. У комплексу се налази и неколико музеја.